# Università Khazar
L'Università Khazar (in azero Xəzər Universiteti) è una università privata dell'Azerbaigian, fondata nel 1990 con sede a Baku. L'università è stata fondata dall'accademico, matematico e poeta azero Hamlet İsaxanlı.
L'università è costituita da diverse scuole autonome che seguono i medesimi principi e politiche accademiche:
- Scuola di ingegneria e scienze applicate
- Scuola di economia e management
- Facoltà di economia e scienze amministrative turche
- Scuola di umanistica e di scienze sociali
- Scuola di legge
- Scuola di medicina, odontoiatria e salute pubblica
- Scuola di educazione

All'università è inoltre annessa la scuola "Dünya", che copre l'intero corso scolastico dalla scuola materna alla scuola secondaria.
Sono presenti corsi di laurea e corsi di specializzazione post laurea e master universitari.
I corsi sono principalmente in lingua inglese.

## Scuola di economia e management
La "Facoltà di economia e management" (İqtisadiyyat və Menecment fakültəsi) dell'Università Khazar è attiva dal primo anno accademico 1991-1992. Ha introdotto in Azerbaigian il sistema di educazione occidentale, adattato ai bisogni regionali.
Il FEM offre corsi universitari, corsi di laurea di primo e secondo livello e master universitari.

### Corsi universitari
- diploma di Business Administration (BBA) in finanza
- diploma di Business Administration (BBA) in contabilità
- diploma di Business Administration generico
- diploma di Business Administration (BBA) in business internazionale
- diploma di Business Administration (BBA) in marketing
- diploma di scienze (BS) in economia
- diploma di scienze in economia internazionale

Master universitari
- master in Business Administration (MBA)
- master in Scienze (MS) di economia internazionale

In collaborazione con l'"Institut de Préparation à l'Administration et à la Gestion" (IPAG) di Francia, offre un doppio master in Management energetico e sviluppo sostenibile.
Dal 2009 ffre inoltre il sistema di e-learning "Moodle learning management". All'interno è presente una biblioteca con pubblicazioni in lingua inglese e che offre accesso all'OPAC.
Nel 2008 e nel 2009, il FEM è stato premiato con due palme (Azerbaijan-Eurasia & Medio Oriente) dal comitato internazionale scientifico dell'"Eduniversal Evaluation System").
Fin dalla sua istituzione, ha attivato programmi di cooperazione reciproca con università di altri paesi (negli Stati Uniti: Georgia State University, College of Business Robinson, Southern Connecticut State University, Università della California a Los Angeles, o UCLA; in Gran Bretagna: Nottingham Trent University; in Francia: Institut Supérieur de Commerce International de Dunkerque o ISCID, Institut de Préparation à l'Administration et à la Gestion o IPAG; in Norvegia: Norwegian School of Management BI; in Lettonia: Scuola di economia di Stoccolma a Riga; in Malaysia: Istituto di ricerca economica della Malesia; in Georgia: Caucasus Business School di Tbilisi).